# ジョヴァンニ・アンフォッシ
ジョヴァンニ・マリア・アンフォッシ(Giovanni Maria Anfossi, 1864年8月6日 - 1946年11月16日)は、イタリアのピアニスト、作曲家、音楽教育者。

## 経歴
アンコーナの生まれ。ミラノ音楽院で、フランチェスコ・シモネッティとジュゼッペ・マルトゥッチにピアノ、パオロ・セラオとピエトロ・プラタニアに作曲を学ぶ。1887年に四声合唱とオーケストラのためのカンタータ《愛の頌歌》を書き、ディプロマを得て卒業した。翌年、ヴェローナのレアル・コレージョのピアノ教師となる。
1894年にミラノのブルーニ・モランディ学校のピアノ教師に転出。また自分でも先祖のパスクワーレ・アンフォッシの名前を冠した自分のピアノ学校を運営し、母校であるミラノ音楽院の審査委員を長年にわたって務めた。門下には、ルイーザ・バッカラ、アルトゥーロ・ベネデッティ・ミケランジェリやトゥリオ・マコッジらがいる。

## 作品
- Ouverture per orchestra, 1881
- Rebellio, sinfonische Dichtung für Orchester, UA 1883
- Cantata all'Italia für vierstimmigen Chor und Orchester, UA 1885
- Cantica sacra e Cantica funebre für zweistimmigen Kinderchor und Orgel, 1886
- Ouverture per orchestra, 1888
- Dialogo d'amore e Scherzo für Streichquartett und Klavier, 1889
- Sala della Gran guardia vecchia, Ode für Chor und Orchester, 1890
- Impressioni musicali für dreistimmigen Frauenchor und Klavier, 1913
- Diana italica, Hymne für Chor und Orchester oder Klavier
- Ricordanze per pianoforte, 1914
- Due impressioni per pianoforte, 1914